# Gegolfd fonteinkruid
Gegolfd fonteinkruid (Potamogeton × angustifolius, synoniem: Potamogeton × zizii) is een vaste plant, die behoort tot de fonteinkruidfamilie (Potamogetonaceae). Gegolfd fonteinkruid is de bastaard van glanzig fonteinkruid en ongelijkbladig fonteinkruid. De soort staat op de Nederlandse Rode lijst van planten als een soort die in Nederland zeer zeldzaam en stabiel of toegenomen is. De plant komt van nature voor in Europa tot aan de westelijke Himalaya. Het aantal chromosomen is 2n = 52.
De plant vormt een 3-4 mm dikke wortelstok. De dunne tot dikke, vertakte stengels zijn tot 120 (200) cm lang. De gele tot donkergroene, 5-13 cm lange en 1-2,5 cm brede, ondergedoken, stekelpuntige, dun, doorschijnende bladeren zijn vaak meer of minder gevouwen. Ze hebben een korte bladsteel of zijn zittend en vier of vijf nerven aan beide zijden van de middennerf. De bovenste bladeren hebben een langere bladsteel dan de onderste. Aan de basis van de stengel zijn de bladeren gereduceerd tot fyllodiën. De fyllodiën aan de ondergedoken hoofdstengel zijn 18-27 mm lang en 11-17 mm aan de zijstengels. Aan de drijvende stengels zijn ze 23-25 mm. De drijvende, tot 10 cm lange en 3 cm brede bladeren zijn langer gesteeld dan de ondergedoken bladeren, hebben vaak een gegolfde bladrand en min of meer leerachtig.
Gegolfd fonteinkruid bloeit van van juni tot in september met kleine groenachtige bloempjes. De bloeiwijze is een 2-5 cm lange en 6-8,5 mm brede aar met een verdikte, 4,5-19 cm lange steel. De steel is onderaan 2,5 mm en bovenaan 4 mm dik.
De 2,5-3  mm grote, ongeveer halfcirkelronde vrucht is een nootje met een schuingericht, 0,23-0,62 mm lang snaveltje.

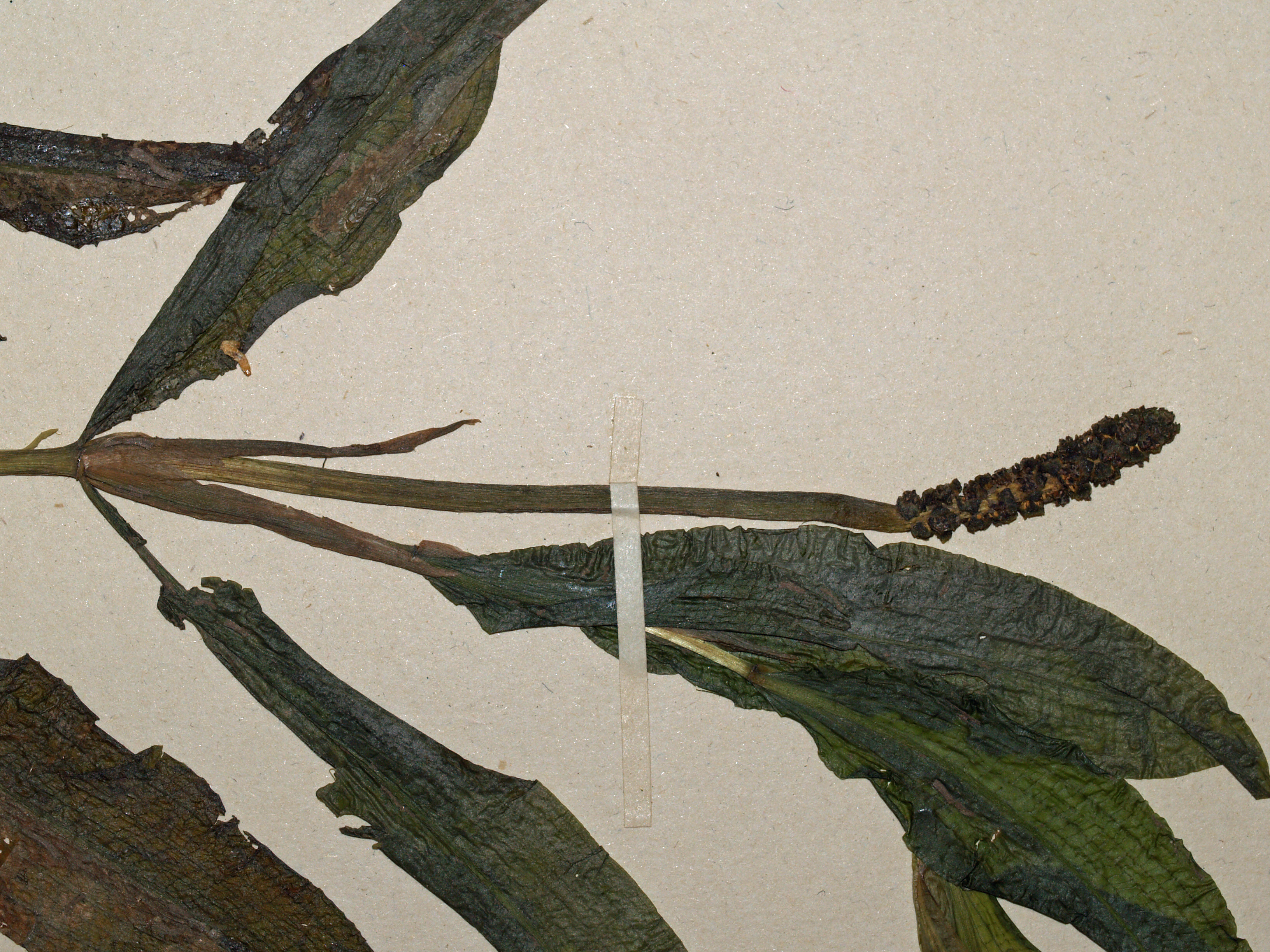
Aar
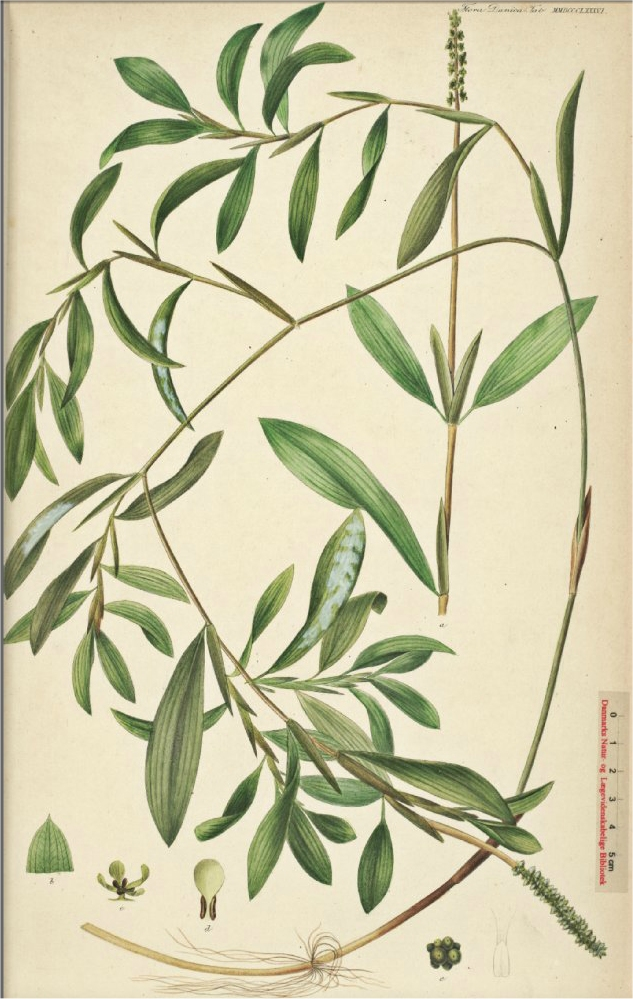
Gegolfd fonteinkruid in Flora Danica

## Voorkomen
Gegolfd fonteinkruid groeit op klei, zand of veen in zonnige, niet te ondiepe, heldere, matig voedselrijke, stilstaande of traag stromende, meestal kalkrijke, zoete wateren, zoals sloten en visvijvers.